# دریاچه مانیارا
دریاچه مانیارا (انگلیسی: Lake Manyara) یک دریاچه کم‌عمق از شاخه‌های ناترون-مانیارا-بالانگیدا و از کافت شرق آفریقا در استان مانیارا تانزانیا است. بنا بر گفته ارنست همینگوی، این دریاچه دلپذیرترین دریاچه ... در آفریقا است. این دریاچه همچنین مامن مجموعه متنوعی از مناظر طبیعی و حیات وحش می‌باشد.

## نگارخانه

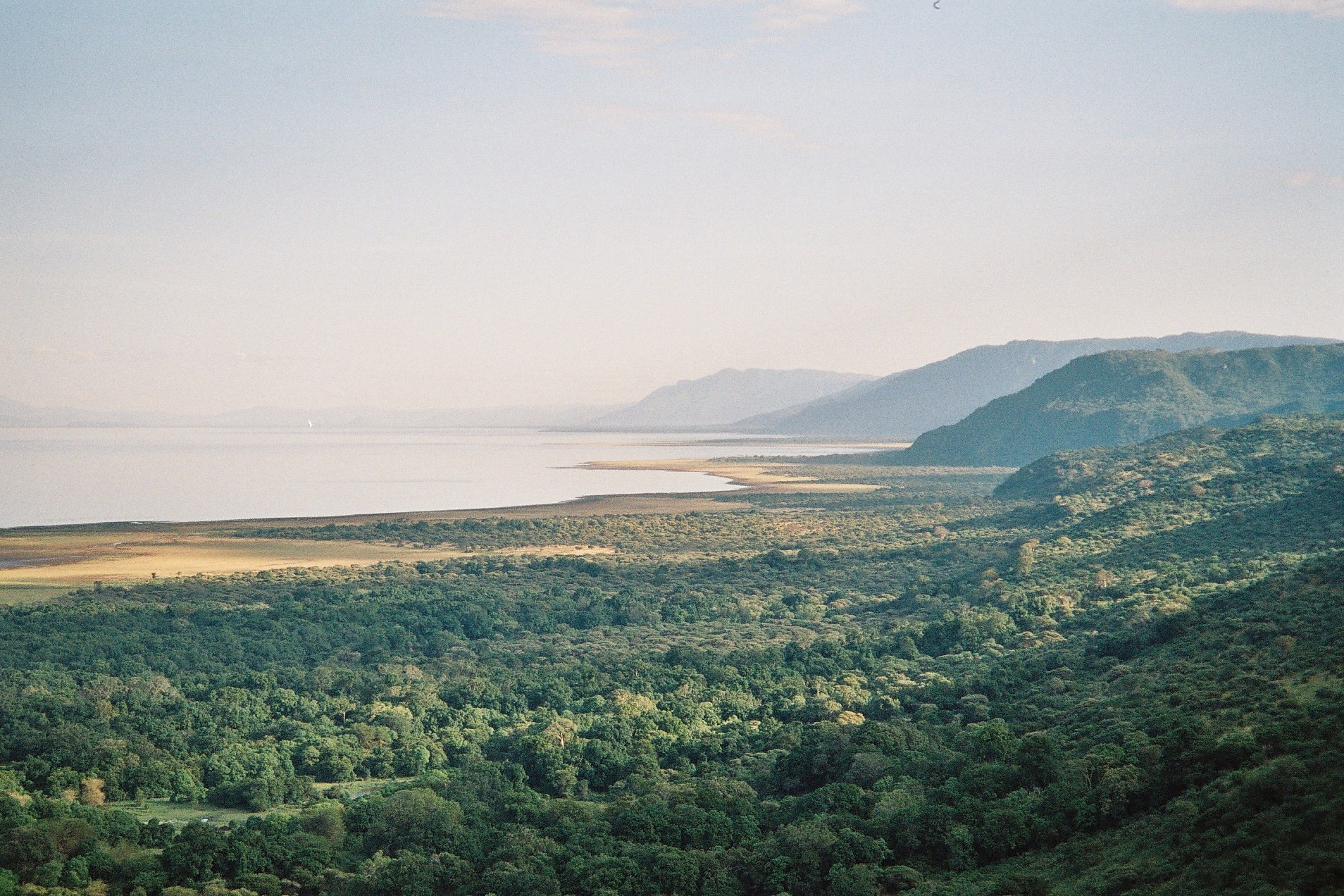
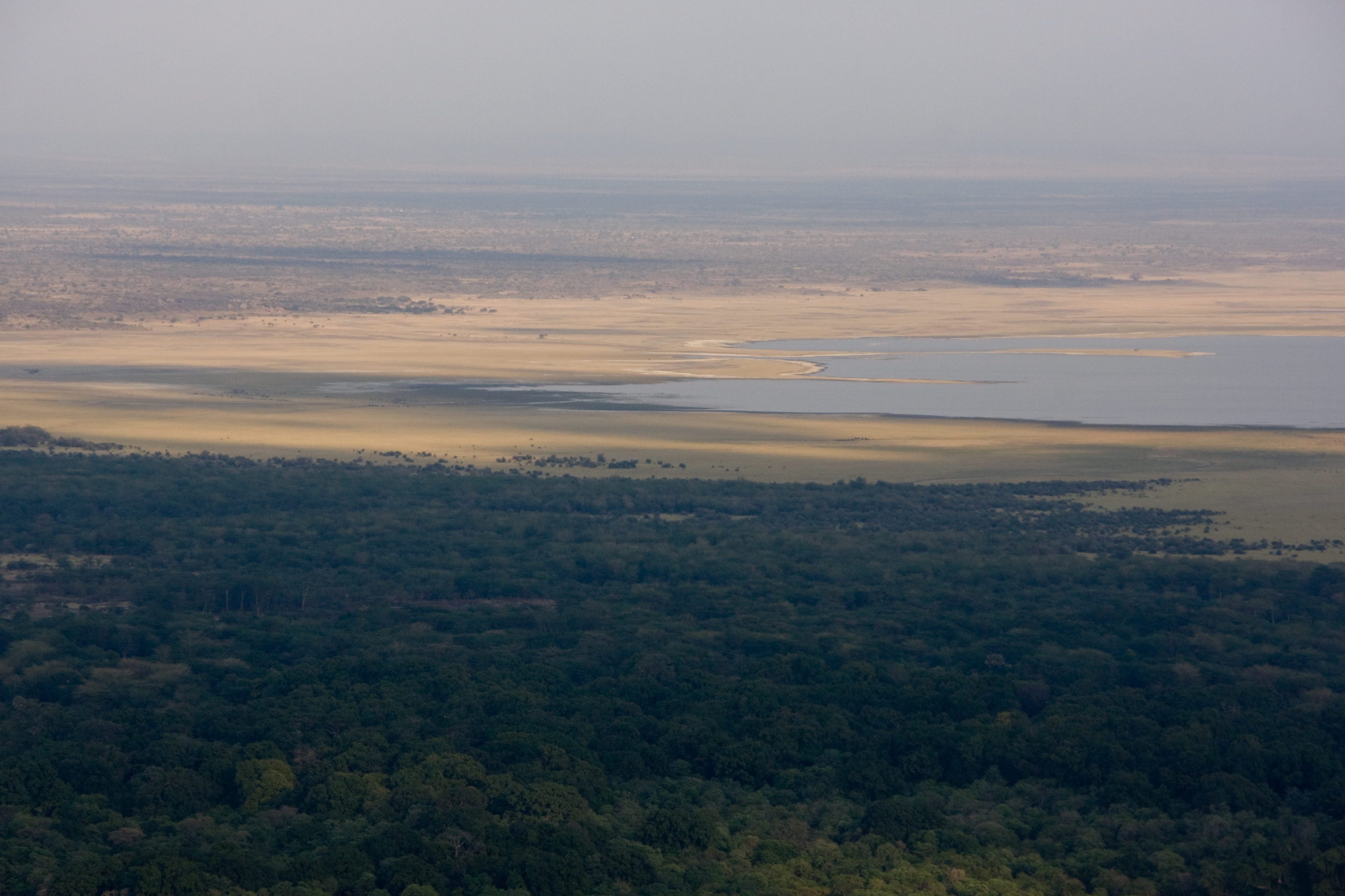
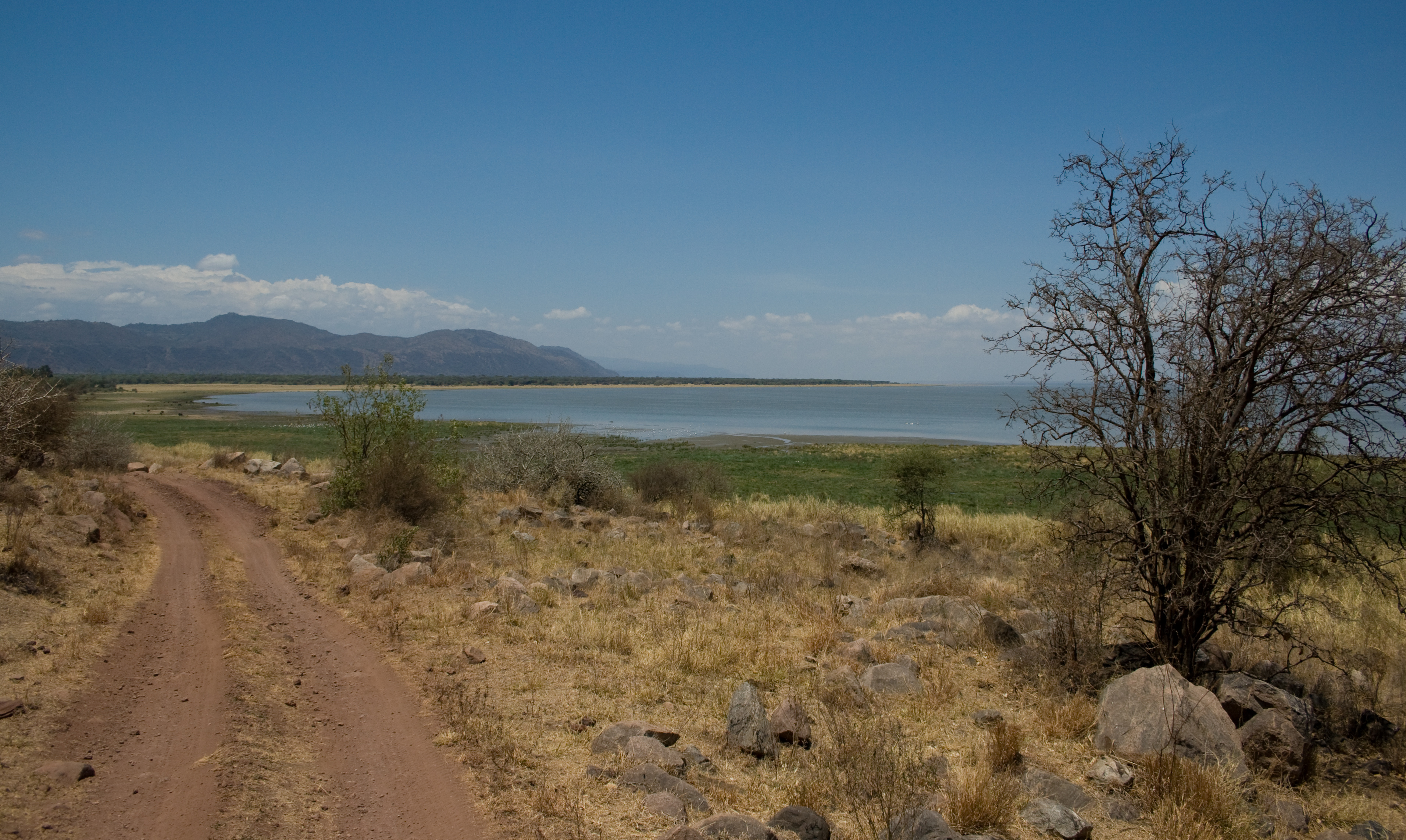
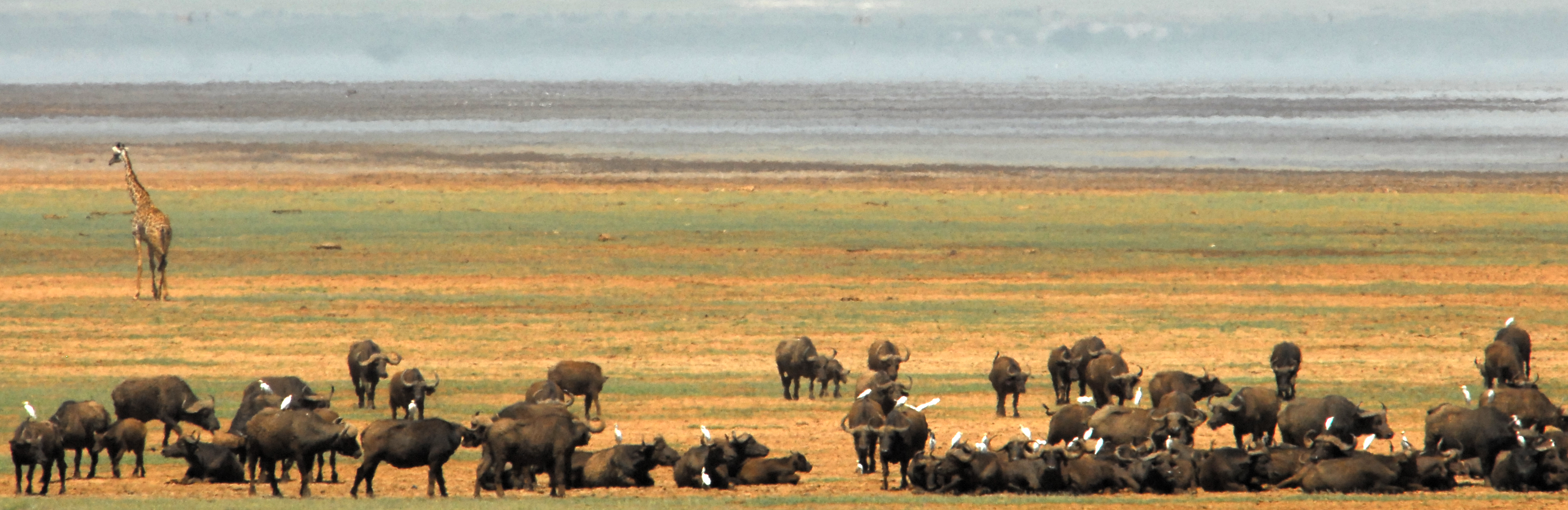
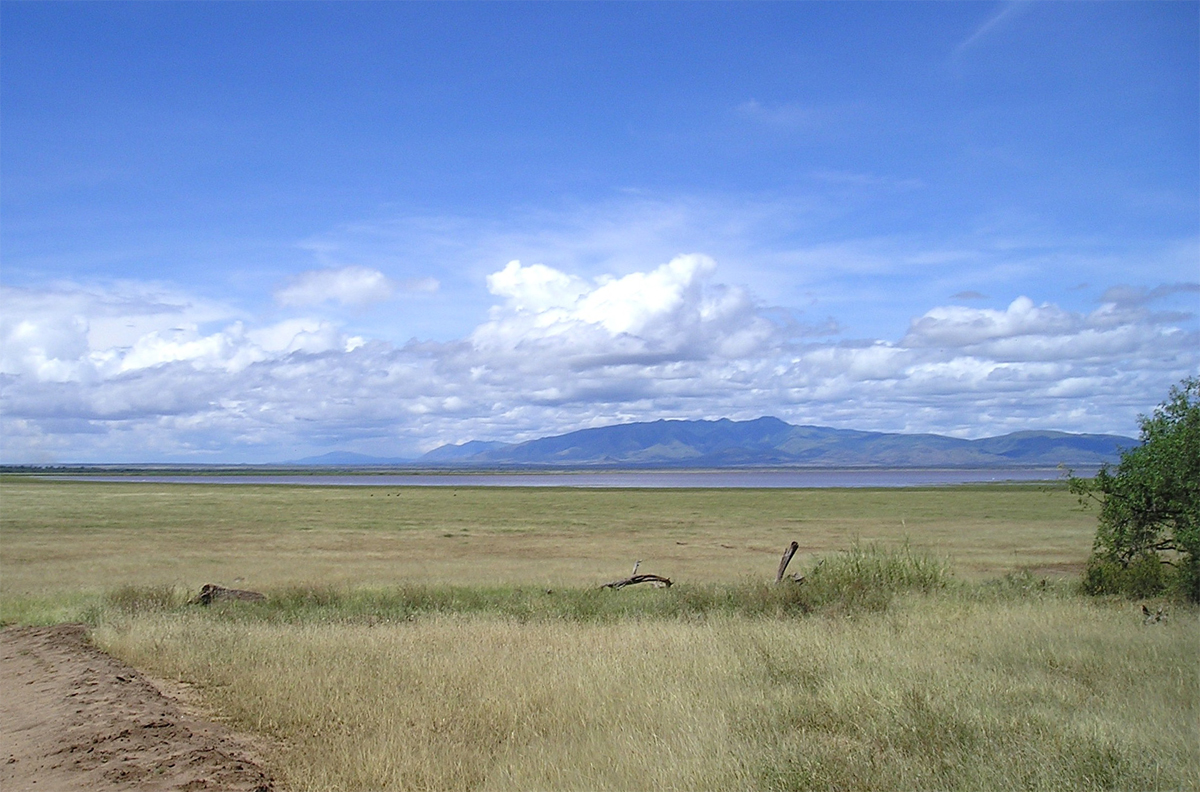
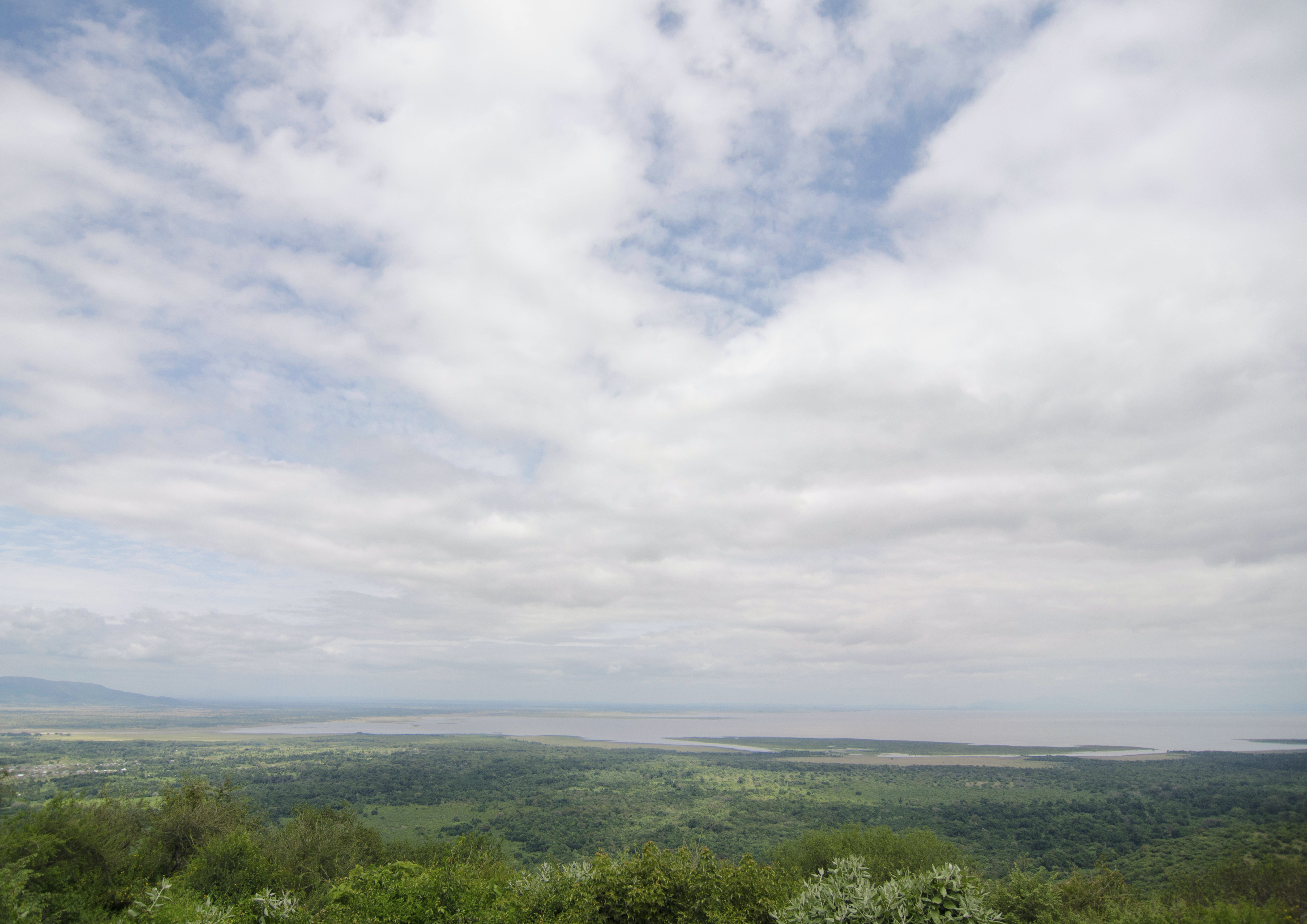
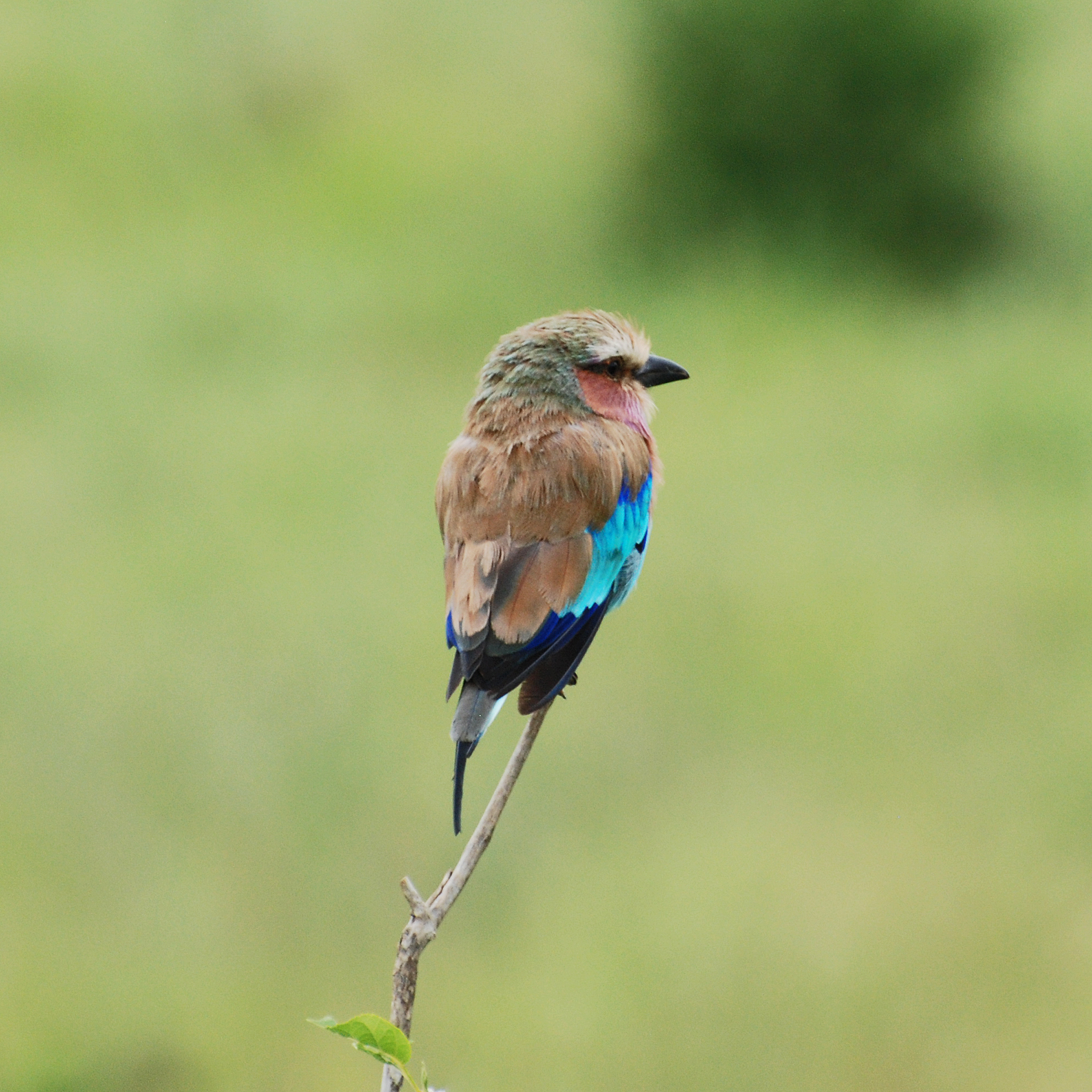
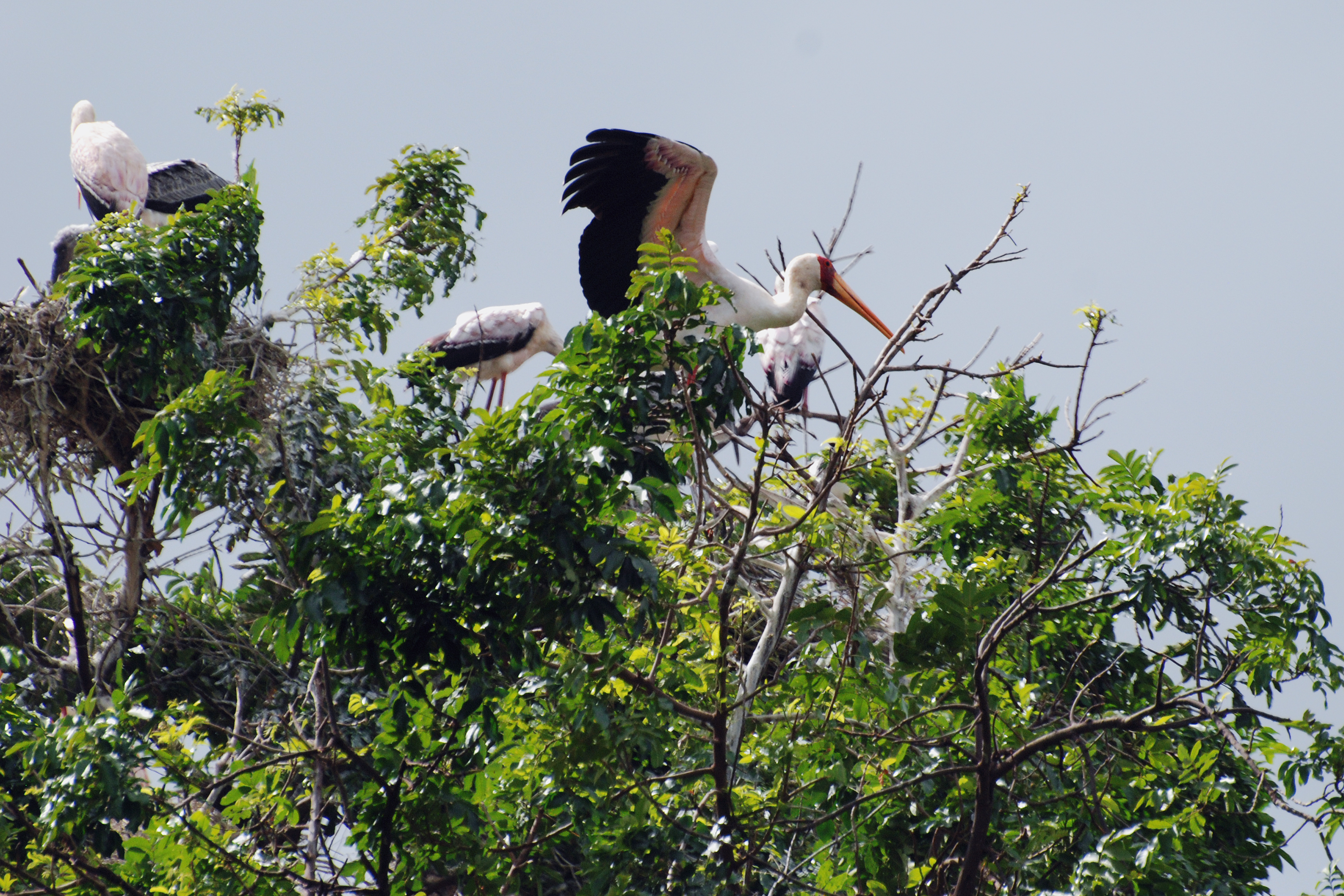
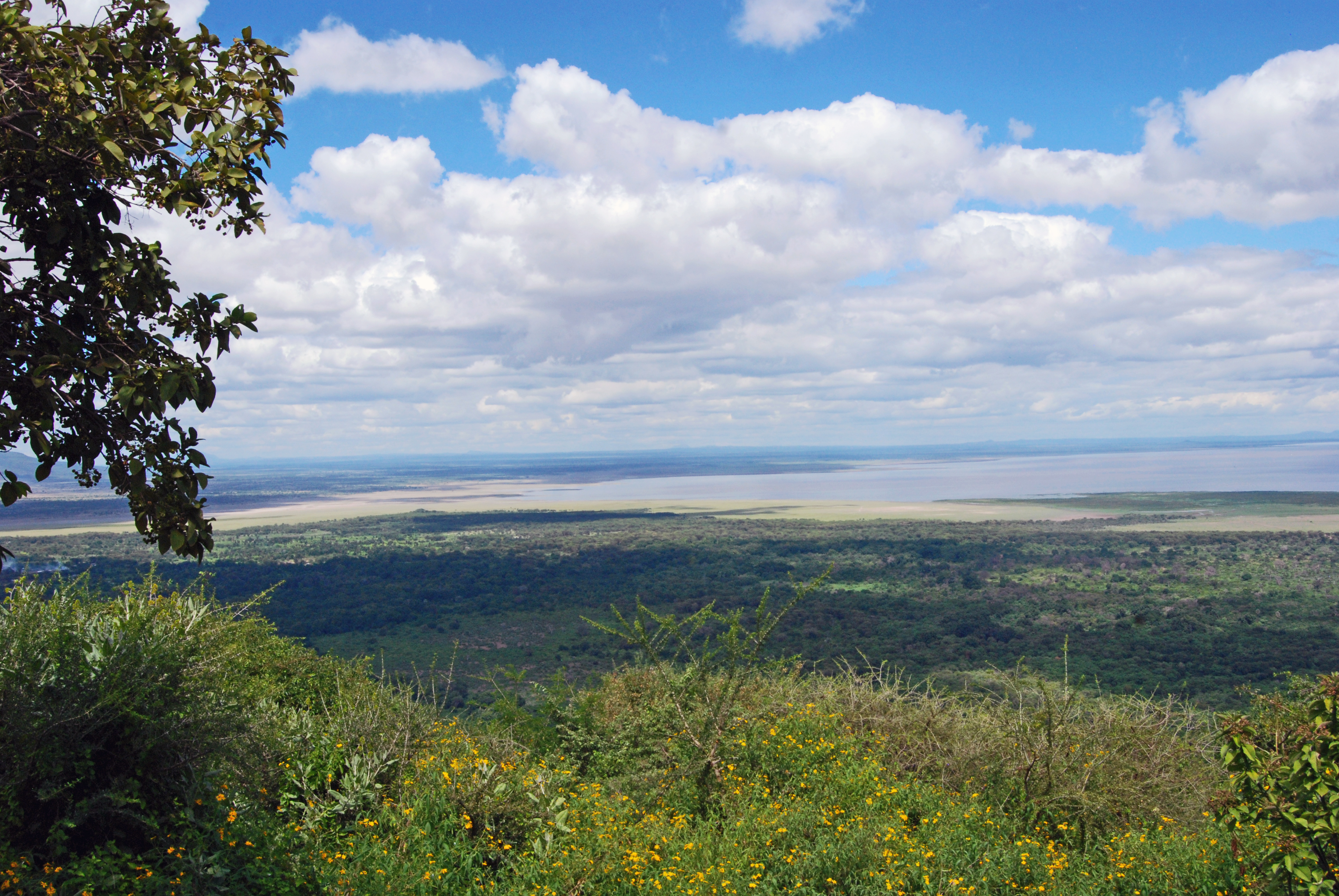
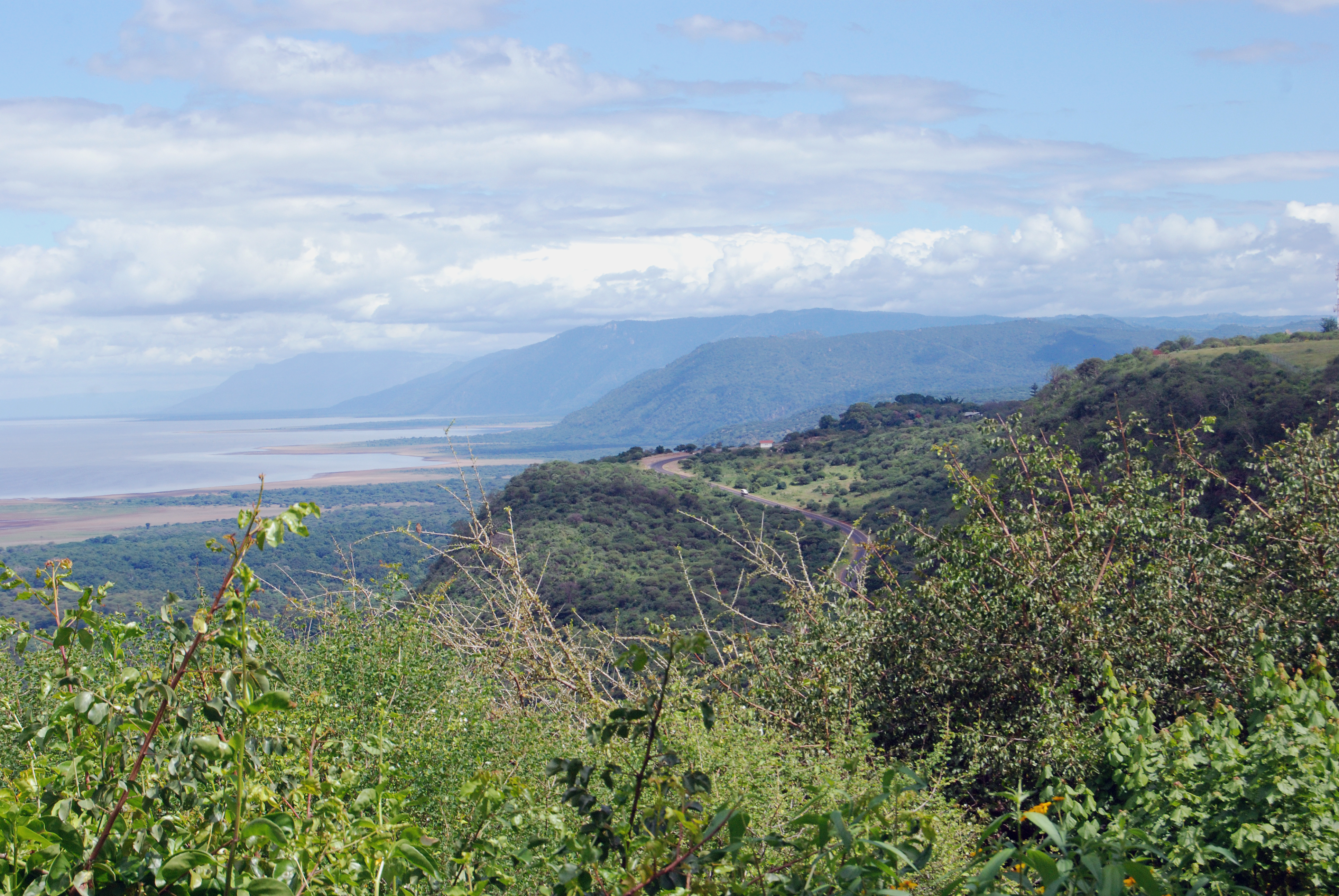
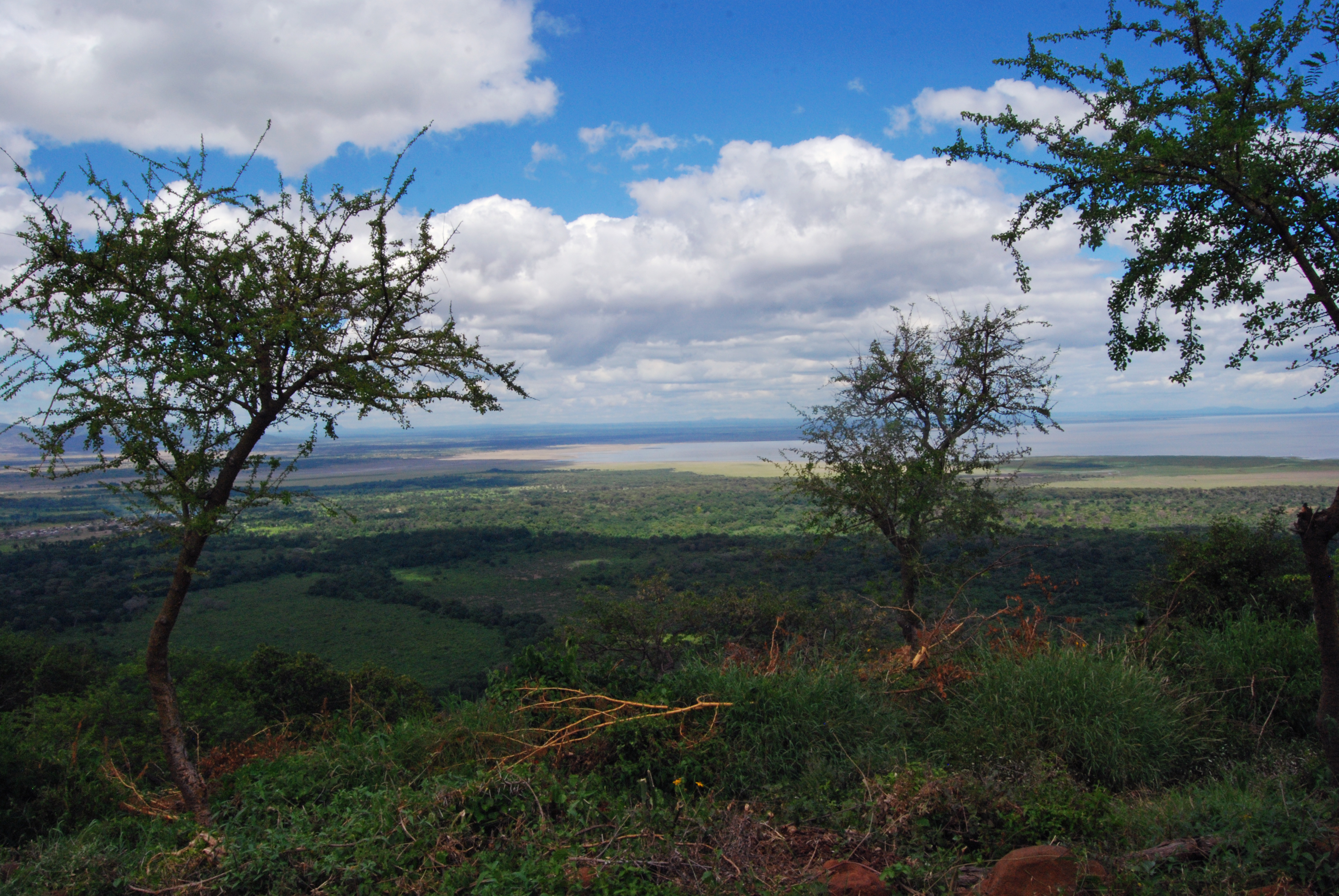
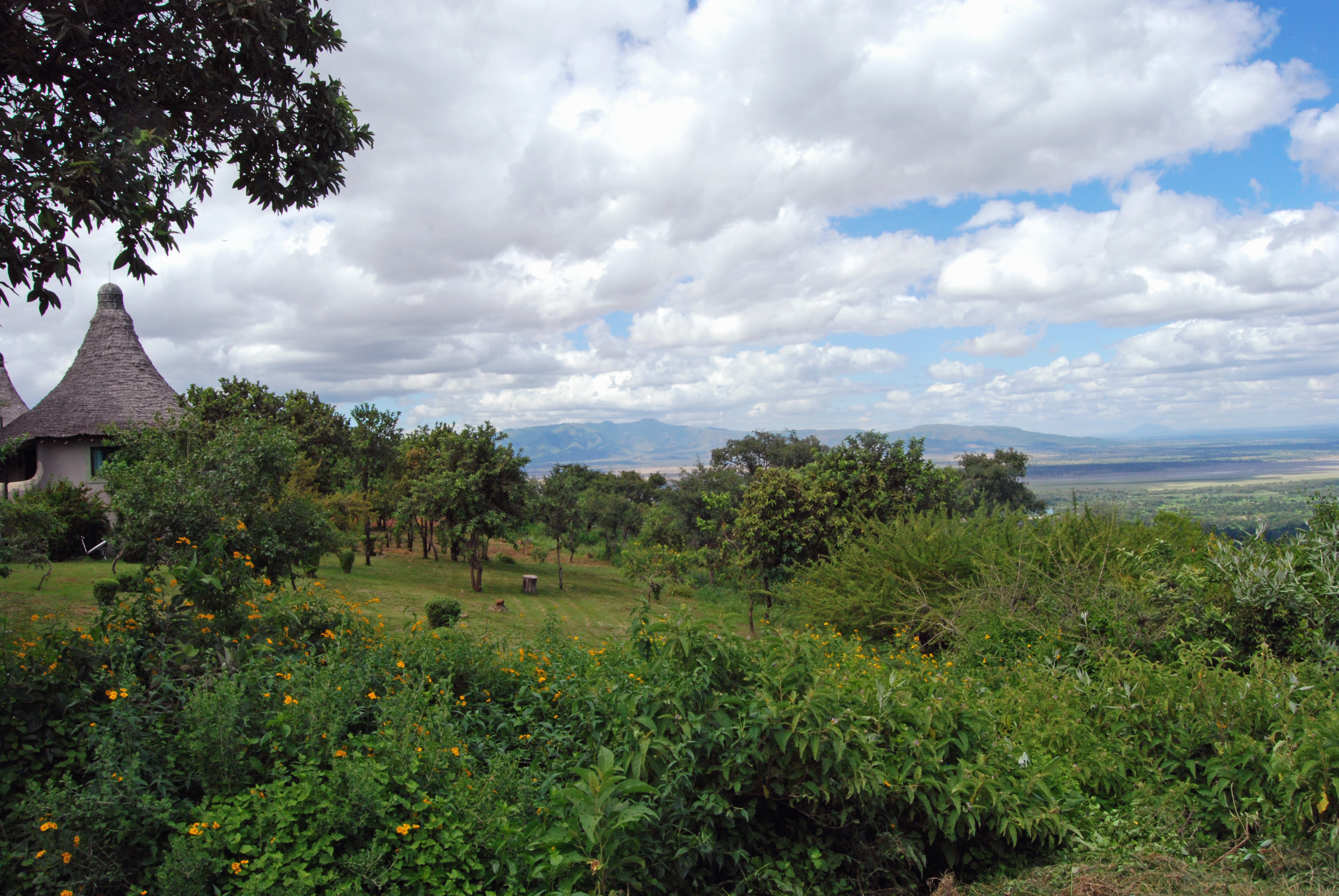